# Urania Mella
Urania Mella Serrano (Vigo, Pontevedra, 15 de noviembre de 1899 - Lugo, 26 de mayo de 1945) fue una política gallega y precursora del asociacionismo femenino.

## Biografía
Hija del pensador anarquista Ricardo Mella y de Esperanza Serrano (hija de Juan Serrano Oteiza, conocido anarquista madrileño y fundador de la Revista social), fue presidenta de la sección viguesa de la Unión de Mujeres Antifascistas, así como miembro del Socorro Rojo Internacional.
Mujer muy culta y comprometida socialmente, fue maestra de piano y estudió Bellas Artes en la Escuela Municipal de Artes y Oficios de Vigo. Desde muy joven dedicó su vida a la defensa de los derechos de las mujeres, empezando muy temprano enseñando a leer a las mujeres del barrio de Lavadores para continuar desde la Unión de Mujeres Antifascistas.
Durante el golpe de Estado de 1936, junto a su marido Humberto Solleiro Rivera, intentaron defender el barrio, para posteriormente huir a Redondela, donde fueron detenidos. Fue condenada a muerte en consejo de guerra, condena que fue conmutada por la de 30 años de prisión; no así la de su marido, que fue fusilado.
Ya viuda, y dejando en Vigo cuatro hijos, fue encarcelada en el penal de la playa de Saturrarán en Guipúzcoa durante nueve años, del que solo fue liberada un mes antes de su muerte.

## Homenajes

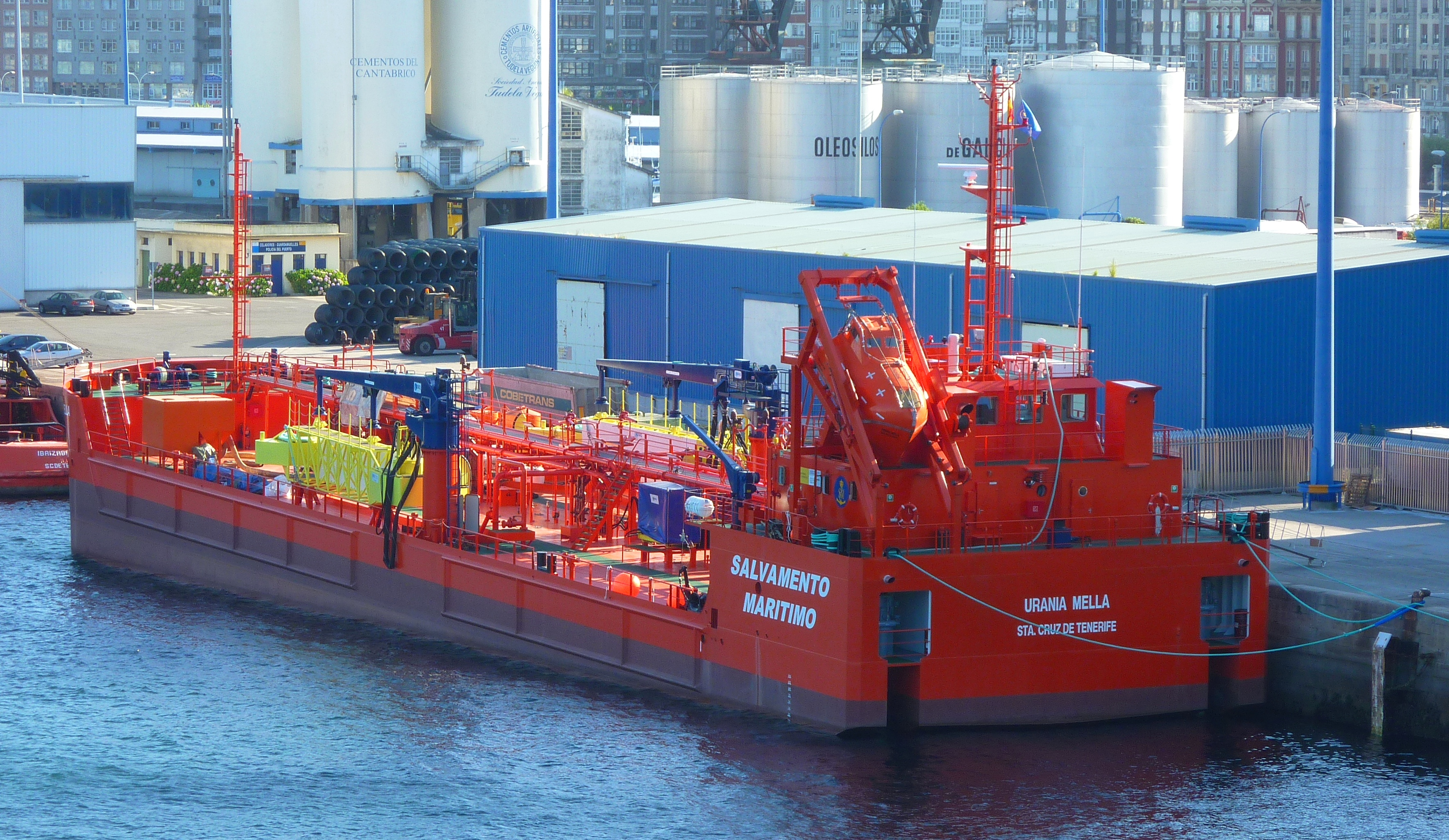
Un buque anticontaminación fue nombrado en honor a la activista.

El Ayuntamiento de Vigo decidió en el pleno del 31 de diciembre de 2008 dedicarle una calle de la ciudad, mientras que el Ministerio de Fomento dio su nombre a un buque anticontaminación de Salvamento Marítimo, que fue botado en octubre del 2008. Este último acto no estuvo exento de polémica, al no haber sido invitados los familiares de la política.
Sobre la vida de las mujeres encarceladas en la prisión de Saturrarán fue presentado en el Festival de cine de San Sebastián de 2010, el documental de Txaber Larreategi y Josu Martínez Prohibido recordar que protagonizaron, entre otras, las hijas de la política gallega Alicia y Conchita.
A 15 de diciembre de 2010 y en cumplimiento de la ley 52/2007 del 26 de diciembre, mediante la cual la Democracia española honra a quienes padecieron injusta persecución durante el golpe de Estado de 1936 y la dictadura posterior, el ministro Francisco Caamaño Domínguez expidió la «Declaración de reparación y reconocimiento personal» a su favor, en virtud de lo ordenado en el párrafo 1, artículo 4 de la citada ley.